# FC Mika Ereván
El Mika Football Club (en armenio: Ֆուտբոլային Ակումբ Միկա) es un equipo de fútbol de Armenia que pertenece a la Primera Liga de Armenia, la segunda liga de fútbol más importante del país.

## Historia
Fue fundado en 1985 en la capital Ereván como Olimpia, luego llamado Kasakh Ashtarak hasta 1999, cuando cambiaron a su nombre actual.
Su dueño era el propietario de Aerolíneas Armavia, Mikhail Baghdasarov, que al adquirir al equipo se llamaba Mika-Kasakh Ashtarak hasta el 2000, cuando ambos clubes se separaron.
Al finalizar la temporada 2015/16, el club anunció su retiro del fútbol profesional por dificultades financieras y extra-deportivas.

## Palmarés
- Copa de Armenia: 6

2000, 2001, 2003, 2005, 2006, 2011
- Supercopa de Armenia: 2

2005, 2012

## Participación en competiciones de la UEFA
| Temporada | Competición        | Ronda            | Club            | Ida | Vuelta | Global |
| --------- | ------------------ | ---------------- | --------------- | --- | ------ | ------ |
| 2000–01   | UEFA Cup           | Clasificatoria   | Rapid Bucureşti | 0–3 | 1–0    | 1–3    |
| 2001–02   | UEFA Cup           | Clasificatoria   | Braşov          | 1–5 | 0–2    | 1–7    |
| 2004–05   | UEFA Cup           | Clasificatoria 1 | Honvéd          | 0–1 | 1–1    | 1–2    |
| 2005–06   | UEFA Cup           | Clasificatoria 1 | Maguncia 05     | 0–4 | 0–0    | 0–4    |
| 2006–07   | UEFA Cup           | Clasificatoria 1 | Young Boys      | 1–3 | 0–1    | 1–4    |
| 2007–08   | UEFA Cup           | Clasificatoria 1 | MTK             | 1–2 | 1–0    | 2–2    |
| 2007–08   | UEFA Cup           | Clasificatoria 2 | Artmedia        | 2–1 | 0–2    | 2–3    |
| 2008      | UEFA Intertoto Cup | 1                | Tiraspol        | 2–2 | 0–0    | 2–2    |
| 2009–10   | UEFA Europa League | Clasificatoria 1 | Helsingborgs IF | 1–3 | 1–1    | 2–4    |
| 2010–11   | UEFA Europa League | Clasificatoria 2 | Rabotnički      | 0–1 | 0–0    | 0–1    |
| 2011–12   | UEFA Europa League | Clasificatoria 2 | Vålerenga       | 0–1 | 0–1    | 0–2    |
| 2013–14   | UEFA Europa League | Clasificatoria 1 | Rudar Pljevlja  | 0–1 | 1–1    | 1–2    |
| 2014–15   | UEFA Europa League | Clasificatoria 1 | RNK Split       | 0–2 | 1–1    | 1–3    |

- De local los juegos en Negrita

### Récord europeo
| Competición             | Juegos | Ganados | Empatados | Perdidos | GF | GC |
| ----------------------- | ------ | ------- | --------- | -------- | -- | -- |
| Copa UEFA/Europa League | 24     | 3       | 7         | 14       | 13 | 37 |
| UEFA Intertoto Cup      | 2      | 0       | 2         | 0        | 2  | 2  |
| Total                   | 26     | 3       | 9         | 14       | 15 | 37 |

## Jugadores

### Jugadores destacados
| - Armen Shahgeldyan - Cléber - Aleksandr Antipenko - Sergei Gorlukovich | - Ivan Ristić - Boti Goa - Dong Fangzhuo - Thomas Villamil |

## Entrenadores desde 1990
| - Felix Veranyan (1990) - Arshavir Shazizyan (1991) - Souren Barseghyan (1992) - Arshavir Shazizyan (1993) - Azat Mangasaryan (1993–??) - Rafael Galstyan (1999) - Eduard Markarov (2000–01) - Samvel Petrosyan (2001) - Valeriy Gladilin (2001–02) - Eduard Markarov (2002) - Aramais Tonoyan (2002) - Vagarshak Aslanyan (2002) - Souren Barseghyan (2002–05) - Armen Adamyan (2005–07) - Arkady Andreasyan (2007–08) | - Ishtvan Sekech (2008) - Souren Barseghyan (2008–09) - Ivo Šušak (2009) - Samvel Darbinyan (2009-2010) - Armen Adamyan (2009–10) - Jozef Bubenko (2011) - Zsolt Hornyák (2012–13) - Aram Voskanyan (2013-junio de 2015) - Armen Adamyan (julio de 2015–enero de 2016) - Sergei Yuran (enero de 2016–mayo de 2016) - Armen Shahgeldyan (mayo de 2016–) |